# Kastamonuspor 1966
Kastamonuspor 1966 is een Turkse voetbalclub uit Kastamonu, gelegen in de Zwarte Zeeregio. De club heeft stamnummer 010766, niet te verwarren met Kastamonuspor met stamnummer 000100. De trainingen worden afgewerkt in het Ismail Dikmenli trainingscomplex. Het team speelt zijn thuiswedstrijden in het Gazi stadion, dat plaats biedt aan 4.033 toeschouwers. Kastamonuspor 1966 speelt in de TFF 2. Lig.

Kastamonu ligt in de Zwarte Zeeregio.

## Geschiedenis
De club werd in 1942 opgericht als Tosya Belediyespor. Tosya is een district van Kastamonu. Het lot van Tosya Belediyespor en daarmee Kastamonuspor 1966 is nauw verweven met die van Kastamonuspor. Kastamonuspor nam met een 16de plaats in Groep I van de Spor Toto 3. Lig afscheid van de professionele competities, na een verblijf van 39 jaar in de 3. Lig. Een jaar later volgde opnieuw degradatie, dit keer met een 13de plek in Groep VI van de Bölgesel Amatör Lig, het vijfde niveau van het Turks voetbal; het regionaal amateurniveau. Deze club trok zich op 3 november 2014 ook terug uit de Eerste Amateurklasse van Kastamonu.
Om zich toch vertegenwoordigd te zien worden  in de hogere competities van het Turkse voetbal met een club van de provincie, ging men onder leiding van Tahsin Babaş, de burgemeester van Kastamonu, over tot een naamswijziging van Tosya Belediyespor. De club zou vanaf 2014 voortaan als Kastamonuspor 1966 door het leven gaan. Kastamonuspor 1966 werd in het seizoen 2014-15 kampioen in de Bölgesel Amatör Lig Groep V, hetgeen promotie betekende. In het eerste jaar in de professionele competities wist Kastamonuspor 1966 andermaal een kampioenschap te behalen en te promoveren, ditmaal als kampioen in Groep III van de 3. Lig. Jaargang 2016-17 eindigde de club als derde in de Rode Groep van de Spor Toto 2. Lig. Na in de kwartfinales van de play-offs Hatayspor verslagen te hebben, moest de ploeg uit de Zwarte Zeeregio in de halve finales zijn meerdere erkennen in Gümüşhanespor.
Als gevolg van de overstromingen in het westelijke deel van de Zwarte Zeeregio, waarbij alleen al in de provincie Kastamonu 71 doden te betreuren vielen, heeft de club zich teruggetrokken uit de TFF 2. Lig competitie voor het seizoen 2021-22. Dit verzoek werd door het bestuur van de Turkse voetbalbond (TFF) op 1 september 2021 gehonoreerd met behoud van de rechten van de club.

## Bekende (ex-)spelers
- Mehmet Akgün
- Cengiz Biçer
- Ferdi Elmas
- Arda Havar
- Iskender Alın
- Mehmet Çakır
- İbrahim Kaş